# Auschwitz – Out of the Ashes
Auschwitz – Out of the Ashes (Originaltitel: Out of the Ashes) ist ein US-amerikanischer Film aus dem Jahre 2003. Regie führte Joseph Sargent. Er basiert auf den Erinnerungen der jüdischen Ärztin Gisella Perl.

## Handlung
Im New York der unmittelbaren Nachkriegszeit kommt Gisella Perl, eine ungarisch-jüdische Ärztin, aus Europa mit dem Schiff an. Sie wird in der Stadt von Bekannten empfangen. Als sie sich die Auslagen der Schuhgeschäfte ansieht, erinnert sie sich an ihre Kindheit in Cluj-Napoca. Dort entwickelte sie als Jugendliche den Wunsch, Ärztin zu werden, was ihr Vater zunächst kritisch sah. Später wurde sie Frauenärztin und wurde während des Nationalsozialismus in das Konzentrationslager Auschwitz-Birkenau deportiert. Dort nahm sie an vielen schwangeren Frauen Abtreibungen vor, was diese davor bewahren konnte, zu Menschenversuchen des Lagerarztes Josef Mengele herangezogen zu werden.
Bei der Befragung der Einwanderungsbehörde in New York wird ihr diese Praxis zunächst zur Last gelegt und Gisella bekommt Schuldgefühle. Es gelingt ihr aber, die Jury zu überzeugen, dass sie im Sinne der Menschlichkeit gehandelt hat.

## Kritik
„Konventionell inszeniertes, gleichwohl packendes Fernsehdrama nach dem 1948 veröffentlichten Tatsachenbericht von Dr. Gisella Perl. In der Hauptrolle herausragend gespielt.“